# 다오샹후루역
다오샹후루역(중국어: 稻香湖路站, 일부 언론에서는 다오샹후역(중국어: 稻香湖站)이라고 부르기도 한다.)은 중국 베이징시 하이뎬구 쑤자투오 지구 내 베이칭로·다오샹후로 교차로에 위치한 베이징 지하철 16호선의 지하철역이다. 2016년 12월 31일에 개통하였다.

## 역 구조
이 역은 쑤자투오 지구(苏家坨地区)의 다오샹후로(稻香湖路)와 베이칭로(北清路) 교차점의 북동쪽 사분면 녹지 내에 위치하며, 총 길이는 285.75m, 폭은 21.1m, 높이는 15.08m이다. 복층 3경간 프레임 구조를 채택하였고 지하 2층에 1면 2선 섬식 승강장이 있는 역이다. 역사는 개방형 탈수 구조를 채택하였고 주요 구조 건축 면적은 12513.3㎡이다. 당역 ~ 툰뎬 구간은 16호선 3구간에 속하며 베이징도시농촌건설그룹유한회사가 건설했다.

### 층별 구조
| 지면층             | 출입구                          | C-D출입구                          |
| 지하 1층 대합실 층 | 대합실                          | 고객센터, 자동 발권기, 출입 게이트 |
| 지하 2층 승강장    | ←                               | ■ 16호선 베이안허 방면 (원양루)    |
| 지하 2층 승강장    | 섬식 승강장, 왼쪽 출입문이 열림 |                                    |
| 지하 2층 승강장    | →                               | ■ 16호선 완핑청 방면 (툰뎬)        |

### 대합실

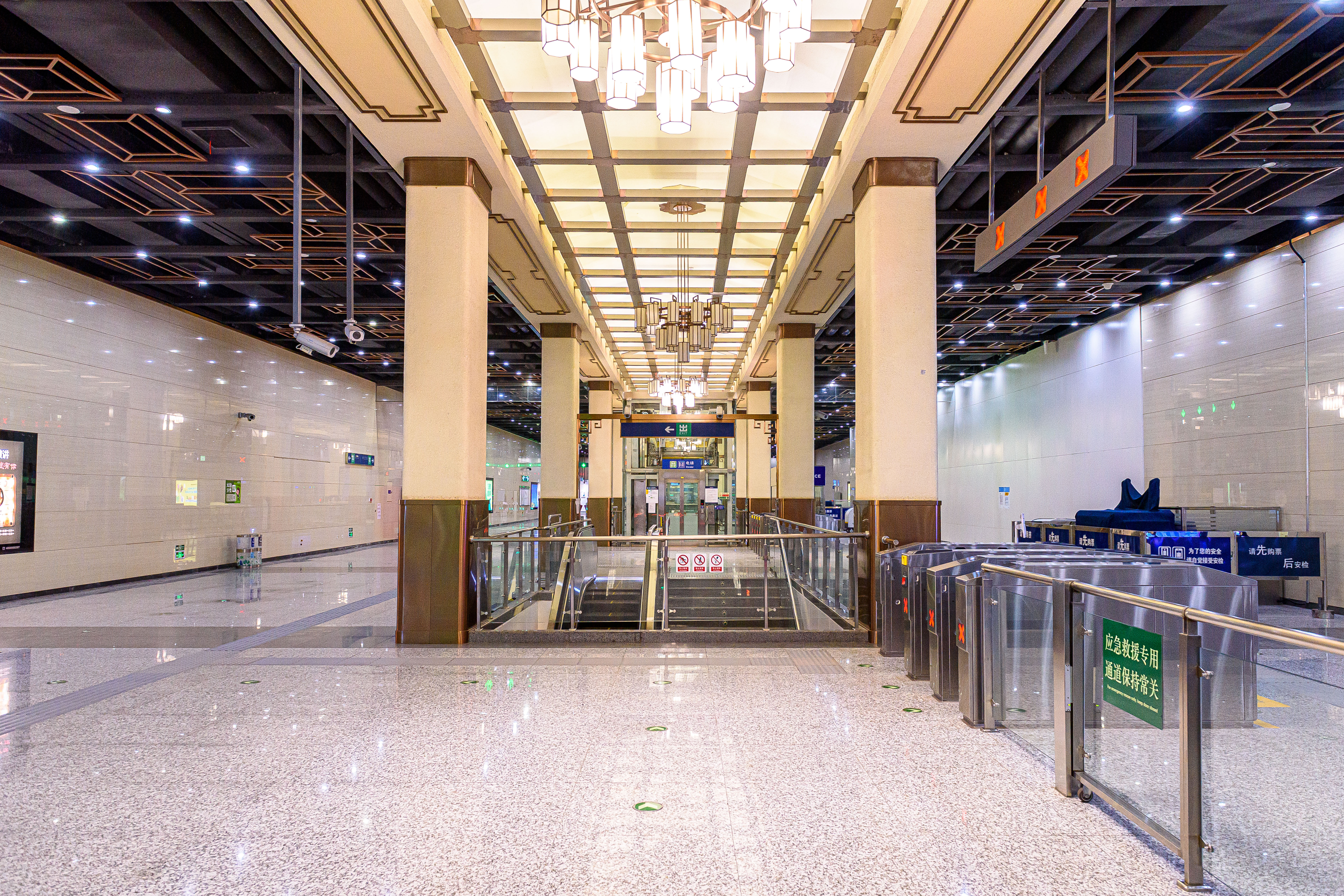
역 대합실 (2024년 1월 촬영)

이 역의 대합실은 16호선 북부의 다른 9개 역과 마찬가지로 알루미늄 천장이 없어 대합실의 바닥 높이가 5.2m에 이른다.

### 승강장
이 역은 베이칭로(北清路) - 다오샹후로(稻香湖路) 교차로 북동쪽 사분면 지하에 1면 2선의 섬식 승강장이 있다.

승강장 전경 (2017년 7월 촬영)

## 출입구
이 역에는 3개의 출입구, 1개의 안전 출입구, 2세트의 풍정이 있다. 베이칭로 상의 이 역 입구는 모두 교차로 동쪽에 있으며, 남서쪽(D2) 입구에 직선형 엘리베이터가 있다.
|                         |                      |                                                                                                |      |             |
| 출구                    | 지시                 | 출구 인근                                                                                      | 사진 | 무장애 시설 |
| 出口 · C · 1            | 베이칭로(北清路)     | 베이칭로(北清路) 북측, 다오샹후로(稻香湖路)                                                    |      | 빈칸        |
| 出口 · D · 1            | 다오샹후로(稻香湖路) | 베이칭로(北清路) 북측                                                                          |      | 빈칸        |
| 出口 · D · 2            | 다오샹후로(稻香湖路) | 베이칭로(北清路) 남측, 다오샹후로(稻香湖路), 중관촌 환경보호 기술 시범원(中关村环保科技示范园) |      |             |
| 아이콘 설명: 엘리베이터 |                      |                                                                                                |      |             |

## 역사
이 역은 2011년 하이뎬산허우선(海淀山后线) 계획에서 "다오샹후루역(稻香湖路站)"으로 명명되었고, 산허우선의 7개 고가역 중 하나였다. 2013년 산허우선은 16호선 2단계로 명칭이 바뀌었고 이 역도 지하역으로 변경되었다. 2016년 6월말, 현재 본 부지의 토목공사가 모두 완료되고 장식 공사가 시작되었다.
이 역은 2014년 4월 건설을 시작하여 2015년 6월 13일에 주요 건물들이 폐쇄되었다. 이 역은 16호선(즉, 하이뎬산허우선)의 2단계에서 폐쇄된 최초의 지하철역이 되었고, 토목 공사는 2016년 6월말에 완료되었다. 2016년 9월, 다오샹후루역과 툰뎬역 구간 공정은 베이징시 품질 감독역, 징강 지하철 공사, 고속철도 회사, 시의회, 도시 조사 연구소 및 기타 단위의 승인 검사를 통과했다.